# Beregbükkös
Beregbükkös (Bukovinka) település Ukrajnában, Kárpátalján, a Munkácsi járásban.

## Fekvése
Munkácstól északkeletre, Repede és Németkucsova közt fekvő település.

## Nevének eredete
A Bukovinka helységnév ruszin eredetű, alapjául a ruszin
~ukrán буковина~буковинка ’bükkfa, bükkerdő’ főnév szolgált. Mivel a köznév gyakran fordul elő víznevekben, nem zárható ki, hogy a helységnév víznévből keletkezett. A magyar Beregbükkös névváltozat 1904-ben, az országos helységnévrendezés során jött létre. Az előtag a megyei hovatartozásra utal, míg az utótag a szláv név tükörfordítása(Mező 1999:71).

## Története
Nevét 1610-ben Bukovinka néven említették először (ComBer. 33). Későbbi névváltozatai: 1630-ban Bukovinka (Conscr. Port.),
1645-ben Bukowinka, 1773-ban Bukowinka, 1808-ban, 1851-ben és 1877-ben Bukovinka, 1913-ban Beregbükkös, 1944-ben Bukovinka,
Буковинка (Hnt.), 1983-ban Буковинка (ZO).
Beregbükkös a trianoni békeszerződés előtt Bereg vármegye Munkácsi járásához tartozott.
1910-ben 450 lakosából 5 magyar, 66 német, 378 ruszin volt. Ebből 14 római katolikus, 383 görögkatolikus, 53 izraelita volt.
A 2001 évi népszámláláskor 515 lakosa volt. Ebből 1 magyar, 414 egyéb nemzetiségű volt.